# MAN D0826
MAN D0826 – silnik wysokoprężny produkowany przez firmę MAN Engines w latach 1990–2002. Dostosowany do montażu w autobusach, był stosowany np. w serii MAN NL 2x2, Jelczach M121M czy M125M. Silnik ten został również wykorzystany w Solarisie Urbino 9.
Silnik D0826 głównie był montowany w autobusach niskowejściowych wyprodukowanych w ciągu ostatniej dekady XX wieku